# Блаженка Каталинић
Блаженка Каталинић (Шибеник, 24. април 1902 — Београд, 22. април 1980) је била југословенска глумица.
Почетком 1941. била је суоснивач Камерног позоришта у Београду.

## Филмографија
| Год.     | Назив                   | Улога              |
| -------- | ----------------------- | ------------------ |
| 1950.-те |                         |                    |
| 1951.    | Дечак Мита              |                    |
| 1952.    | Сви на море             | Алиса Настасијевић |
| 1960.-те |                         |                    |
| 1960.    | Боље је умети           | старија госпођа    |
| 1963.    | Острва                  |                    |
| 1963.    | Радопоље                | баба Перка         |
| 1967.    | Добар ветар Плава птицо |                    |
| 1970.-те |                         |                    |
| 1971.    | Музички аутомат         |                    |
| 1972.    | Неспоразум              | мајка              |
| 1972.    | Драги Антоан            |                    |
| 1973.    | Сан доктора Мишића      | Бароница Алабах    |
| 1975.    | Сведоци оптужбе         |                    |
| 1976.    | Последње наздравље      | Вера               |